# Dolores Rivas Cherif
Rivas  Cherif est un nom espagnol. Le premier nom de famille, en général paternel, est Rivas ; le second, en général maternel, souvent omis, est Cherif.
Pour les articles homonymes, voir Rivas et Cherif (homonymie).
Dolores Rivas Cherif, née à Madrid le 1er octobre 1904 et morte le 30 avril 1993 à Cuauhtémoc au Mexique, est une personnalité de l'exil républicain espagnol.
Épouse de Manuel Azaña (1880-1940), président de la Deuxième République Espagnole, elle est l'un des grands témoins de la guerre d'Espagne.

## Biographie
Originaire d'une famille de la bourgeoisie madrilène, elle grandit dans le quartier aisé de Salamanca, à Madrid.
Elle est la sœur du dramaturge Cipriano Rivas Cherif. Celui-ci est un proche ami de l'écrivain , journaliste et homme politique Manuel Azaña qu'elle commence à fréquenter en 1927, malgré leur différence d'âge.
Elle l'épouse le 27 février 1929, à l'âge de 25 ans - alors que lui en a 49 - en l'Église Saint-Jérôme-le-Royal de Madrid. Le voyage de noces se déroule à Paris et aux Pays-Bas.
Elle accompagne souvent son mari. Elle est à ses côtés, par exemple, lors de la signature de l'Accord de Saint-Sébastien en 1930. Elle est également dans son bureau lorsque se produit la Sanjurjada en 1932. Lorsqu'il est arrêté à Barcelone en 1934, elle s'y rend immédiatement, accompagnée par son frère Cipriano et le député Mariano Ansó, harcelés pendant le voyage en train par des policiers.

### Guerre d'Espagne
Élu président de la République par les Cortes au printemps 1936, son mari devient l'un des chefs de file du camp républicain à la suite du déclenchement de la guerre civile. Elle reste avec lui tout au long de la guerre, dans toutes les résidences officielles, témoin privilégiée d'instants historiques.
En 1937, pendant son séjour dans la résidence de la Pobleta à Valence, l'artiste José María López Mezquita fait son portrait, qu'elle conserve dans son exil.

### Exil en France
Lors de la Retirada, elle passe la frontière française, par les Pyrénées, à pied, le 5 février 1939, avec son mari. Le couple réside dans plusieurs villes et villages (Collonges-sous-Salève en Haute-Savoie, Paris, Genève et Pyla-sur-Mer, ville dans laquelle son frère Cipriano sera arrêté par la Gestapo et livré aux franquistes).
En 1940, lorsque les nazis occupent la France, le chef du gouvernement républicain en exil Juan Negrín propose à Manuel Azaña de rejoindre le Royaume-Uni par bateau. Il refuse, car Dolores ne peut pas faire partie du voyage, et le couple reste en France.
Dolores effectue alors de nombreuses démarches avec l'ambassadeur du Mexique en France, Luis Rodríguez, pour concrétiser l'offre d'asile politique du président du Mexique, Lázaro Cárdenas.

### Exil au Mexique
Le président Manuel Azaña meurt le 3 novembre 1940 à Montauban. Dolores s'exile au Mexique, et arrive au port de Veracruz le 23 juin 1941. Elle se fait discrète politiquement, garde la mémoire de son mari et s'occupe de sa famille exilée, dont son neveu le poète Enrique Rivas Ibáñez dit Enrique de Rivas, elle qui n'a pas eu d'enfants. Elle ne reviendra qu'une seule fois en Europe, à Montauban, pour se recueillir sur la sépulture de son mari.
Durant la transition démocratique, le roi Juan Carlos Ier tient à la rencontrer lors de son voyage au Mexique en 1978, lors d'une réception à l'Ambassade d'Espagne. Elle garde également des contacts avec les présidents du gouvernement Leopoldo Calvo-Sotelo et Felipe González lorsqu'ils visitent le pays.
En 1991, le Royaume d'Espagne lui octroie un passeport diplomatique, en tant que veuve de chef d'État.
Elle meurt en 1993, d'un arrêt cardiaque. Elle repose au Panthéon espagnol de Mexico, auprès de son frère Cipriano.